# Bad Sachsa
Bad Sachsa – miasto uzdrowiskowe w Niemczech, w kraju związkowym Dolna Saksonia, w powiecie Getynga. Do 31 października 2016 należało do powiatu Osterode am Harz.

## Geografia
Bad Sachsa położona jest u podnóży gór Harzu, ok. 25 km na południowy wschód od miasta Osterode am Harz.
Dzielnice miasta:
- Neuhof
- Steina
- Tettenborn

## Współpraca
Miejscowości partnerskie to:,
- Bockau, Saksonia
- Castelnau-de-Médoc, Francja